# Unter anderen Umständen: Dämonen
Dämonen ist ein deutscher Fernsehfilm von Judith Kennel aus dem Jahr 2023. Es handelt sich um die 20. Folge der Krimiserie Unter anderen Umständen mit Natalia Wörner in der Hauptrolle. 

## Handlung
Als Hulda Schreiber von einer individuellen Wattwanderung mit ihrer kleinen Tochter nicht zurückkehrt, alarmiert der Ehemann – selbst Polizist – seinen alten Schulfreund Arne Brauner. Dieser bittet seine Kollegin Jana Winter bei der Suche mitzuhelfen. Eine daraufhin groß angelegte Suchaktion bringt keine Ergebnisse, dagegen mehren sich Hinweise auf eine lange geplante „Flucht“ aus der Ehe. Offensichtlich hat Hulda Schreiber vor Monaten begonnen dänisch zu lernen, was vermuten lässt, dass sie sich nach Dänemark abgesetzt hat. Die Analyse ihres Chatverkehrs deutet zudem auf einen Liebhaber hin. Die Spur führt zu einem Ferienhaus, das Hulda unter falschem Namen gemietet hat, doch ist sie dort nicht anzutreffen. Stattdessen ist hier alles klinisch rein und es sind kaum verwertbare Spuren zu finden. Die Detailuntersuchung bringt jedoch Blutspuren zutage, die auf eine Gewalttat schließen lassen. Da Axel Schreiber selbst Polizist ist und über die Ermittlungsschritte Kenntnis hatte, befürchtet Winter, dass er Rache genommen hat. Doch hat sie dafür keinerlei Beweise. Hingegen lassen sich DNA-Spuren an einer Glasscherbe sichern, die zu dem Bosnier Josip Studderloch führen, der bei der Polizei wegen gefährlicher Körperverletzung aktenkundig ist.
Derweil wurde mit Hulda Schreibers Kreditkarten an einem Automaten Geld abgehoben, aber nicht von Hulda Schreiber selbst, sondern von einer obdachlosen Frau. Arne Brauner und Alwa Sörensen spüren die Frau auf, die angibt, die Karte in einem Koffer gefunden zu haben, der „vom Himmel gefallen“ wäre. Ein Mann hätte ihn weggeworfen. Kurz darauf werden die Leichen von Hulda und ihrer Tochter im Wasser gefunden. Axel Schreiber ist schockiert und erscheint am Fundort. Als ein Mann – Josip Studderloch – von einem Boot aus die polizeilichen Aktivitäten beobachtet, hält Schreiber ihn angeblich für den Täter und schießt auf ihn.
Studderloch ist vorerst nicht vernehmungsfähig. Ein Notizzettel bei den Sachen von Hulda Schreiber führt zu dem Lehrer des Dänischsprachkurses. Er weiß von Misshandlungen zu berichten, die seine Kursteilnehmerin erlitten hatte. Deshalb hatte er ihr die Telefonnummer eines Frauenhauses gegeben. Dort fragen Jana Winter und ihr Kollege Matthias Hamm nach, aber eine Hulda Schreiber war dort nicht registriert. Dabei erfahren die Ermittler jedoch, dass Josip Studderloch sich als Opfer hier gemeldet hatte. Somit stellt sich der Hintergrund komplett anders dar. Nicht Studderloch hatte seinerzeit seine Frau geschlagen, sondern er wurde von ihr misshandelt. Ehrenamtlich erledigt er seitdem für das Frauenhaus kleinere Arbeiten und hatte bei der Gelegenheit Hulda kennen gelernt. Nachdem er im Krankenhaus befragt werden kann, erklärt er, dass er Hulda nur helfen wollte. Er hätte ihr bei der Flucht geholfen und das Haus gemietet. Er übergibt der Kommissarin einen USB-Stick. Hulda hatte heimlich ihr Handy eingeschaltet, als ihr Mann wieder einmal seine Eifersucht an ihr ausließ. Winter, Hamm und Brauner können so miterleben, wie Axel Schreiber aus einer Nichtigkeit heraus begann, gegen seine Frau gewalttätig zu werden. Winter ist damit klar, dass die Frau keinen anderen Ausweg sah, als der Ehe zu entfliehen, denn wem hätte sie trauen sollen, wenn der Mann selber Polizist ist?
Winter und ihr Team finden jedoch keine belastbaren Beweise gegen Schreiber, denn das Ferienhaus und vermutlicher Tatort waren spurenfrei und sein Alibi ist nicht direkt zu widerlegen. So erhofft sich Winter ein Geständnis und bittet Brauner seinen Freund diesbezüglich zu „bearbeiten.“ Er weigert sich zunächst, sucht dann aber doch Schreiber auf und konfrontiert ihn mit seinem Wissen von dessen Misshandlungen gegen die Ehefrau. Schreiber erklärt ihm, dass er in diesen Momenten nicht er selbst wäre, sondern es wären seine inneren Dämonen. Zu einem Mord wäre er aber nicht fähig. Da Brauner darüber maßlos enttäuscht ist, wie ihn sein Freund offen anlügt, bricht auch er mit seiner Loyalität zu ihm und erklärt, es gäbe eine Zeugin, die gesehen hätte, wie der Täter die Leichen von einer Brücke ins Wasser geworfen hätte. Die Zeugin, eine Obdachlose, würde morgen im Revier bei einer Phantomzeichnung helfen. Damit will Brauner ihn dazu bringen, sich noch in der Nacht selbst zu verraten. Das gelingt und damit die Obdachlose nicht in Gefahr gebracht wird, tarnt sich Brauner selbst als die Zeugin in deren Sachen. Schreiber lässt sich widerstandslos abführen und erklärt erneut, dass dies nicht wirklich er gewesen sei.

„Dämonen und Alkohol. Alle schuld, außer man selbst.“

## Hintergrund
Dämonen wurde vom 19. Oktober bis zum 18. November 2021 in Hamburg, Flensburg und Dänemark gedreht. Die Erstausstrahlung im Deutschen Fernsehen erfolgte am 13. März 2023, vorab war der Film ab 14. Januar in der ZDF-Mediathek abrufbar.
Ihren Filmsohn Leo Winter spielt Natalia Wörners leiblicher Sohn Jacob Lee Seeliger.

## Rezeption

### Einschaltquoten
Die Erstausstrahlung von Dämonen am 13. März 2023 im ZDF verfolgten 7,33 Millionen Zuschauer, dies entsprach Marktanteilen von 25,5 Prozent.

### Kritiken
Tilmann P. Gangloff schrieb bei Tittelbach.tv: „Der Film konzentriert sich zunächst auf die Bestürzung des Ehemanns und die Bemühungen der Polizei, die Vermissten zu finden. Zum Krimi wird ‚Dämonen‘, als sich herausstellt, dass die Frau ihr Verschwinden von langer Hand geplant hat; und das ist bloß die erste von mehreren unerwarteten Wendungen, die die Handlung jeweils in eine völlig neue Richtung treiben. Handwerklich hat der Film dank des Zusammenspiels von Bildgestaltung, Musik und Schnitt hohes Niveau; diese Qualität war von Anfang an ein Markenzeichen der Reihe. Regisseurin Judith Kennel geht bei der Umsetzung ähnlich sachlich vor wie Wörners Figur beim Ermitteln: Gefühle entstehen durch Empathie, nicht durch die Inszenierung.“
Bei film-rezensionen wertete Oliver Armknecht: Der Film „erzählt die Geschichte einer Frau und der kleinen Tochter, die spurlos verschwunden sind. Das ist sehr tragisch, als Krimi jedoch wenig interessant. Zum einen ahnt man sehr früh, was wirklich geschehen ist. Zum anderen irritieren die Szenen mit den beiden Vermissten, die immer wieder eingebaut werden, ohne dass dies ausreichend begründet wird.“
Hans Czerny von Prisma.de meinte: Die Spannung des Krimis sei nur „schwer aufrechtzuerhalten, und die didaktischen Ambitionen im Rechercheteam können diese nicht ersetzen.“